# Jiajiang

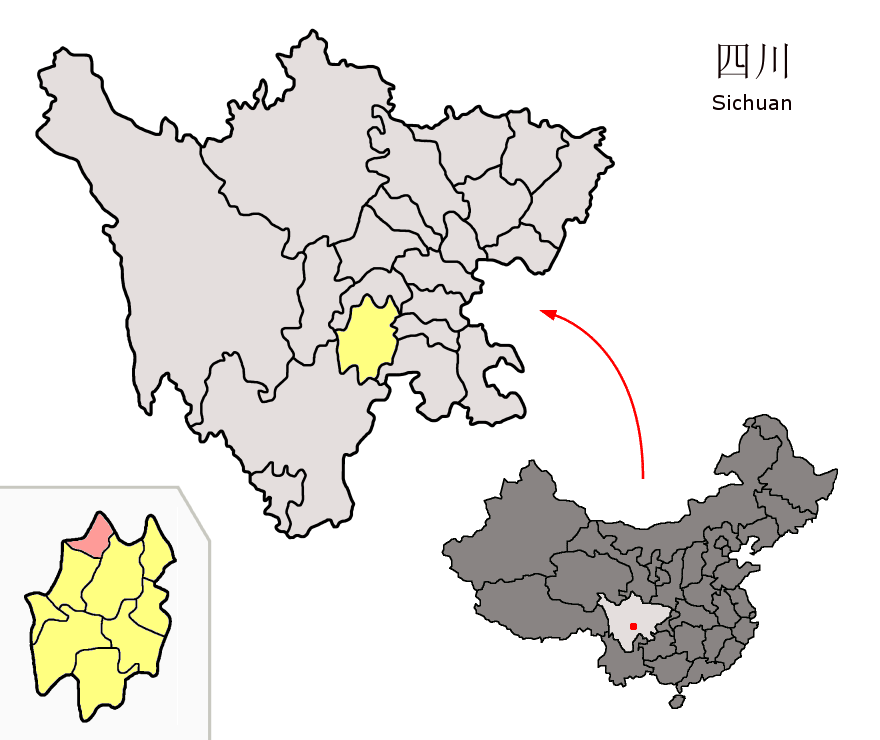
Lage von Jiajiang in Sichuan.

Jiajiang (chinesisch 夹江县, Pinyin Jiājiāng Xiàn) ist ein Kreis der bezirksfreien Stadt Leshan in der chinesischen Provinz Sichuan. Er hat eine Fläche von 740,5 km² und zählt 305.441 Einwohner (Stand: Zensus 2020). Sein Hauptort ist die Großgemeinde Yancheng (漹城镇).
Die Yanggong-Türme (que) (Yanggong que 杨公阙) aus der Han- bis Song-Dynastie und die Tausend-Buddha-Felshöhlen von Jiajiang (Jiajiang Qianfo yanshiku 夹江千佛岩石窟) stehen seit 2006 auf der Liste der Denkmäler der Volksrepublik China.